# Chữ nôm
Chữ nôm (𡦂喃) – pismo wernakularne, pismo wietnamskie wywodzące się z pisma chińskiego (wiet. hán tự). Początki pisma sięgają wyzwolenia Wietnamu w X w. Pismo było w użyciu do początków XX w. W XVIII w. zaczęto zastępować je przystosowanym do wietnamskiej wymowy alfabetem łacińskim (wiet. quốc ngữ, chiń. 國語).
W sinowietnamskim piśmie chińskie ideogramy i piktogramy zachowały na ogół swoje znaczenie, zyskując natomiast wietnamską lekcję. Na ich bazie Wietnamczycy stworzyli nowe znaki piktofonetyczne, złożone z elementów semantycznych oraz fonetycznych bazujących na wymowie (lekcji) wietnamskiej. To właśnie te znaki, dla Chińczyków na ogół niezrozumiałe, przesądzają o odrębności chữ nôm od pisma chińskiego. 
Podobnie jak pismo chińskie w początkowym etapie rozwoju, chữ nôm miało wiele wariantów zapisu tego samego znaku. O ile jednak pismo chińskie zostało ustandaryzowane poczynając od pisma małopieczęciowego, o tyle w chữ nôm nigdy nie przyjęto jednego standardu zapisu. Wielu słowom przypisane jest kilka wariantów znaku. Utrudniało to opanowanie tego pisma i przyczyniło się do przejścia na alfabet łaciński. 

## Historia
Początki chữ nôm okresu I w. p.n.e. do X w. n.e., kiedy północny Wietnam znalazł się pod władzą Chin. Wietnamskie elity uległy wówczas sinizacji i przyswoiły sobie chińskie pismo oraz kulturę. U schyłku tego okresu w północnym Wietnamie pojawiły się tendencje niepodległościowe, które doprowadziły w X wieku do powstania rodzimej wersji chińskiego pisma nazywanej wówczas quốc âm (國音, dosł. wymowa narodowa). Znak z puli quốc âm pojawił się w 939 roku w nazwie pierwszego niepodległego państwa na północy – Đại Cồ Việt (大瞿越, chodzi o środkowy znak 瞿). 
Po zdobyciu niepodległości wietnamscy uczeni energicznie zabrali się do rozwoju chữ nôm i zaczęli tworzyć kolejne piktofonogramy dopasowane do ich języka. Przez kolejne tysiąc lat wietnamskie dzieła filozoficzne, religijne, historyczne, a także dokumenty urzędowe były zapisywane przy użyciu pisma południowego. Najstarszym jego znanym zabytkiem jest pochodząca z 1209 roku stela w świątyni Bảo Ân. Inna stara inskrypcja na dzwonie z brązu w pagodzie Vân Bản w Đồ Sơn pochodzi z 1076 r., ale jej datowanie nie jest pewne. 
Chữ nôm długo musiało współzawodniczyć z czysto chińskim zapisem i zaczęło dominować dopiero w XVIII wieku, m.in. za czasów cesarzy Tây Sơn (西山) w latach (1788–1802), kiedy cała korespondencja urzędowa była nim zapisywana. W okresie tym pismem południowym posługiwali się pisarze i poeci, tj. m.in. Nguyễn Du (阮攸) oraz Hồ Xuân Hương (胡春香). 
Jednak już w XVII w. pojawiło się pismo alfabetyczne quốc ngữ (國語), które stworzył francuski jezuita Alexandre de Rhodes. Wyparło ono stopniowo pismo południowe. W 1920 r. kolonialne władze zakazały używania chữ nôm. Obecnie jedynie ok. 100 osób na całym świecie, głównie naukowców, buddyjskich duchownych oraz starszych Wietnamczyków w Chinach (tzw. jing, 京), potrafi odczytywać pismo sinowietnamskie. 80 mln Wietnamczyków ma dostęp do zabytków narodowego piśmiennictwa dzięki transkrypcjom na quốc ngữ.